# Линденберг (Передняя Померания)
Линденберг (нем. Lindenberg) — община в Германии, в земле Мекленбург-Передняя Померания.
Входит в состав района Деммин. Подчиняется управлению Деммин-Ланд. Население составляет 234 человека (на 31 декабря 2010 года). Занимает площадь 13,03 км².
Коммуна подразделяется на 3 сельских округа.